# Torosaure
El torosaure (Torosaurus) és un gènere de dinosaure ceratòpsid que va viure al Cretaci superior en el que avui en dia és Nord-amèrica.
Tenia un dels cranis més grans de tots els animals terrestres coneguts, superant els 2,6 metres de longitud. Del cap a la cua, el torosaure probablement mesurava uns 7,6 metres de longitud i s'estima que pesava entre 4 i 6 tones.